# Polilogaritmikus függvény
Az n polilogaritmikus függvénye egy n logaritmusa szerinti polinom.
{\displaystyle a_{k}\log ^{k}(n)+\cdots +a_{1}\log(n)+a_{0}.\,}
A számítástudományban a polilogaritmikus függvények egyes algoritmusok memóriahasználat szerinti rendjének leírásakor fordulnak elő (pl. „polilogaritmikus rendű algoritmus”).
Minden polilogaritmikus függvényre igaz, hogy
{\displaystyle P_{\ell }(x)=o(x^{\varepsilon })\,}
valamennyi ε > 0 kitevőre (a szimbólum jelentéséhez lásd: Kis ordó jelölés), tehát egy polilogaritmikus függvény bármely pozitív kitevőnél lassabban növekszik. Ez a megfigyelés az alapja a „soft” O jelölésnek.